# Tbilisi Open Air
Tbilisi Open Air é um festival anual de música internacional, com ênfase em música eletrônica e rock, realizado pela primeira vez em Tbilisi, Geórgia, de 15 a 17 de maio de 2009. Depois disso, o festival é organizado todos os anos e é amplamente considerado o maior festival de música da região do Cáucaso na europa. O festival mantém principalmente o formato de evento ao ar livre de vários dias.
Como esclarecem os organizadores do Tbilisi Open Air (Tbilsi ao ar livre em português), a ideia que define o festival é a liberdade. Isso é liberdade de estresse, clichês, controles sociais, liberdade para criar e expressar, liberdade para experimentar o que é valorizado por cada um de nós como indivíduos .
Foi realizado pela primeira vez em 2009 como uma alternativa ao Eurovision Song Contest 2009, do qual a Geórgia foi desqualificada por causa da mensagem política de sua música, "We Don't Wanna Put In".
O TOA 2022 está programado para ser realizado no campo Lisi Wonderland e terá a duração de 3 dias, com 4 etapas em operação.
Em 2019, o TOA decorreu no campo Lisi Wonderland e teve a duração de 3 dias, com 4 etapas a funcionar. A assistência total foi de cerca de 55.000. As datas do festival coincidiram com os motins de 20 de junho em Tbilisi. À luz desses acontecimentos, muitas declarações foram feitas pelos promotores do festival e artistas do palco do festival.
| Palco principal - Franz Ferdinand (band) - MokuMoku - Loudspeakers - St. Nudes - 4D Monster Lobsters Eye Stage - Tobias. - Edit Select - Boyd Schidt - OTHR | Garden Stage - 1200 Mics By Riktam - GMS (Music Group) - Psymmetrix - Aardvarkk - 3 of Life - Oogway - Acidwave - Ancient OM Singer Jazz Stage - Dini Virsaladze Quintet - Auditorium A Feat Guja Mardini - Kemo Sextet - Forest Rain - Tornike Gagoshvili |